# Litvaszinye
Litvaszinye (1899-ig Szvinna, szlovákul Lietavská Svinná) Litvaszinye-Babkó község településrésze, korábban önálló falu Szlovákiában, a Zsolnai kerületben, a Zsolnai járásban.

## Fekvése
Zsolnától 10 km-re délnyugatra fekszik. A település nagyobbik, délkeleti részét alkotja.

## Története

### Papszabadi
Papszabadit 1393-tól említik. Litva várának uradalmához tartozott. 1720-ban 7 adózó portája volt. 1784-ben 13 házában 18 család és 86 lakos élt.
A 18. század végén Vályi András így ír róla: „Plebani Lehota. Tót falu Trentsén Várm. földes Ura a’ Lietavai Plébánia, lakosai katolikusok, fekszik Zólnához fél mértföldnyire, határja soványas.”
1828-ban 7 háza és 69 lakosa volt.
Fényes Elek 1851-ben kiadott geográfiai szótárában így ír a faluról: „Lehota (Plébáni), Trencsén vármegyében, 140 kath. lak. A lietavai plébános birja. Ut. posta Zsolna.”
1907-ben csatolták Litvaszinyéhez.

### Litvaszinye
1393-ban Litva várának tartozékaként említik először, ekkor „Zyne” alakban szerepel. 1474-ben „Swynna”, 1496-ban „Zwinna” néven említik. 1598-ban 20 adózó portája volt. 1720-ban 17-en adóztak a faluban. 1784-ben 51 házában 61 család és 380 lakos élt.
A 18. század végén Vályi András így ír róla: „SVINNA. Tót faluk Trentsén Várm. a’ Lietavai Uradalomhoz tartoznak, fekszenek Zay Ugróczhoz másfél mértföldnyire; határjaik meg lehetősek.”
1828-ban 51 házában 561-en laktak. Lakói főként mezőgazdasággal és erdei munkákkal foglalkoztak.
Fényes Elek 1851-ben kiadott geográfiai szótárában így ír a faluról: „Szvinna, tót falu, Trencsén vmegyében, 380 kath., 3 zsidó lak. A lietavai uradalom birja.”
1907-ben csatolták hozzá Papszabadit. 1910-ben a hozzácsatolt Papszabadival együtt 1534, túlnyomórészt szlovák lakosa volt. A trianoni békéig Trencsén vármegye Zsolnai járásához tartozott.

## Külső hivatkozások
- Litvaszinye Szlovákia térképén
- Litva vára (képek)

## Lásd még
- Litvaszinye-Babkó
- Babkó